# Reinhard Heydrich

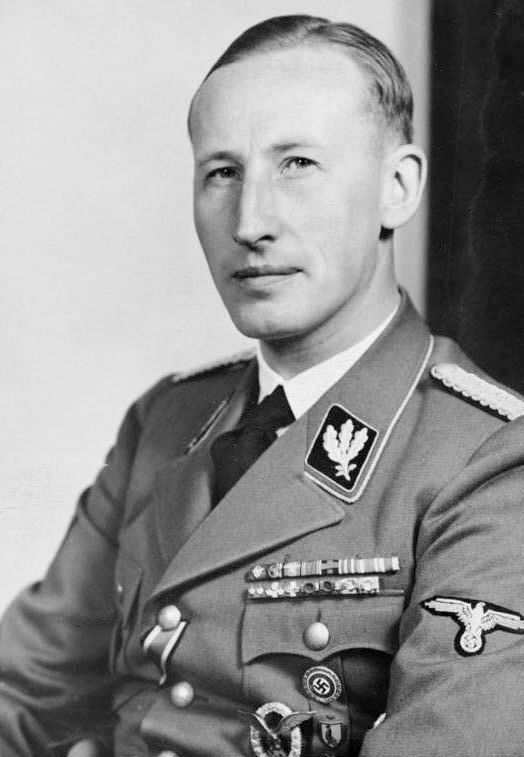
Reinhard Heydrich als SS-Gruppenführer und Generalleutnant der Polizei (1940)

Reinhard Tristan Eugen Heydrich (* 7. März 1904 in Halle an der Saale; † 4. Juni 1942 in Prag) war ein deutscher SS-Obergruppenführer und General der Polizei.
Er war während der Zeit des Nationalsozialismus vom 27. September 1939 bis zu seinem Tod Leiter des Reichssicherheitshauptamts (RSHA) und ab dem 29. September 1941 als stellvertretender Reichsprotektor in Böhmen und Mähren für zahlreiche Kriegsverbrechen und Verbrechen gegen die Menschlichkeit verantwortlich.
Er wurde am 31. Juli 1941 von Hermann Göring mit der „Endlösung der Judenfrage“ beauftragt und war bis zu seinem Tod einer der Hauptorganisatoren des Holocausts. In dieser Funktion leitete er am 20. Januar 1942 in Berlin die Wannseekonferenz, auf der die Vernichtung der im deutschen Machtbereich lebenden Juden besprochen und koordiniert wurde.
Heydrich wurde am 27. Mai 1942 in Prag bei einem Attentat tschechoslowakischer Widerstandskämpfer schwer verletzt und starb acht Tage später. Daraufhin verübte das NS-Regime Racheakte wie die Massaker von Lidice und Ležáky.

## Leben

### Kindheit und Jugend
Heydrichs Mutter Elisabeth Krantz (1871–1946) stammte aus einer wohlhabenden Familie und war die Tochter des Leiters des Königlichen Konservatoriums in Dresden, Eugen Krantz. Sein Vater Bruno Heydrich (1865–1938) kam aus einfachen Verhältnissen, brachte es aber nach einer durch ein Stipendium finanzierten Ausbildung in Komposition und Gesang am Königlichen Konservatorium in Dresden zu einem anerkannten Komponisten und Opernsänger. Die Ehe der Eltern war interkonfessionell, die Mutter römisch-katholisch und der Vater protestantisch. Die drei Kinder Reinhard, Heinz und Maria wurden katholisch erzogen.
1899 gründete Bruno Heydrich in Halle an der Saale eine Musikschule für Kinder der Mittelklasse. Die Musikschule wurde bereits 1901 zu einem Konservatorium ausgebaut, das 1904 elf Lehrer, vier Hilfskräfte und eine Sekretärin fest angestellt hatte, so dass sich die Familie Heydrich zwei Dienstmädchen und einen Butler leisten konnte, Zugang zu den gehobenen Kreisen der Stadt hatte und unter anderem zum Bürgermeister und Herausgeber der Lokalzeitung freundschaftliche Kontakte pflegte.
Gerüchten, er sei jüdischer Herkunft, trat Bruno Heydrich 1916 erfolgreich mit einer Verleumdungsklage entgegen, da er fürchtete, sie könnten im politischen Klima der von Antisemitismus geprägten wilhelminischen Ära „geschäftsschädigend“ wirken.
Reinhard Heydrich wurde streng erzogen und besuchte auf Wunsch des Vaters das nicht-konfessionelle Reformgymnasium, an dem ein Schwerpunkt auf das Erlernen moderner Fremdsprachen und Technik gelegt wurde. Besonders im letzteren Bereich (speziell im Fach Chemie) zeigte Heydrich überdurchschnittliche Leistungen.
Abseits der Schule erlernte Heydrich als Kind eines Musikers mehrere Instrumente. Vor allem beim Violinspiel zeigte er einiges Talent und beherrschte es bald auf einem nennenswerten Niveau. Seine Leidenschaft für dieses Instrument blieb auch im Erwachsenenalter ungebrochen. Die Ambition des Vaters, seinen Sohn zu einem professionellen Sänger auszubilden, wurde durch den dünnen, gebrechlichen Charakter von Reinhards Fistelstimme zunichtegemacht, was sich auch während der Jugendjahre nicht auswuchs. Er wurde von Mitschülern gehänselt.
Politisch und weltanschaulich wurde er früh durch einen extremen Nationalismus geprägt, der in der Familie vorherrschte. Die Niederlage des Deutschen Reiches im Ersten Weltkrieg und die Abdankung von Kaiser Wilhelm II. wurden von seiner Familie als Katastrophe empfunden. Wie auch viele weitere Schüler seines Realgymnasiums schloss Reinhard Heydrich sich 1919, nachdem er Zeuge von Kämpfen nahe seinem Elternhaus in seiner Heimatstadt geworden war, einer „freiwilligen Einwohnerwehr“ des Freikorps von Georg Maercker an, in der er als Melder Dienst tat, ohne selbst an Kampfhandlungen teilzunehmen.
1920 wurde er Mitglied der Jugendgruppe der halleschen Ortsgruppe des Deutschvölkischen Schutz- und Trutzbundes (DVSTB), der nach der Ermordung von Außenminister Rathenau 1922 verboten wurde.

### Eintritt in die Marine, Verlobung und Entlassung

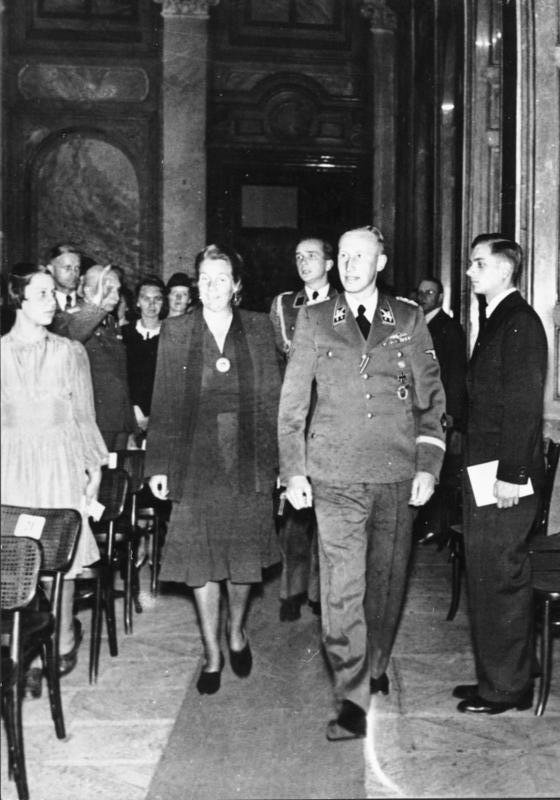
Lina und Reinhard Heydrich besuchen ein Konzert im Prager Palais Waldstein anlässlich der Prager-Musikwoche, einen Tag vor dem tödlichen Attentat auf ihn (26. Mai 1942)

Am 30. März 1922 trat Heydrich als Seekadett in die Reichsmarine ein. 1926 erhielt er sein Offizierspatent als Leutnant zur See, durchlief eine Spezialausbildung zum technischen Nachrichtenoffizier im Funkwesen und diente in dieser Funktion bis 1928 auf dem Linienschiff Schleswig-Holstein. Am 1. Juli 1928 wurde er zum Oberleutnant zur See befördert und in die Admiralstabsabteilung der Marinestation der Ostsee in Kiel versetzt.
Zu Beginn seiner Ausbildung in der Marine galt Heydrich als Sonderling. In dieser Zeit machte er „einen seltsam unpolitischen Eindruck“ und galt als „Freisinniger“, was im außerordentlich konservativen Offiziersmilieu der Marine negativ angesehen war. Heydrich lernte Wilhelm Canaris, den späteren Chef der deutschen Abwehr, 1923 während seiner Dienstzeit auf dem Kreuzer Berlin kennen und befreundete sich mit ihm. Während seiner Marinezeit betrieb der ehrgeizige Heydrich intensiv Sport: Segeln, Schwimmen, Fechten; viel Zeit wandte er fürs Musizieren auf.
Im Dezember 1930 lernte Heydrich seine spätere Ehefrau, die 19-jährige Lina Mathilde von Osten (1911–1985), kennen. Zwei Wochen später verlobten sich die beiden heimlich. Wenige Tage später hielt Heydrich bei ihrem Vater, Jürgen von Osten, in einem Brief um sie an. Lina kam aus einer politisch rechtsextrem geprägten Familie. Ihr Bruder Hans von Osten gehörte ab 1928 der SA an, sie selbst war, schon als sie Reinhard Heydrich kennenlernte, „überzeugte Nationalsozialistin und glühende Antisemitin“.
Heydrich hatte zur Zeit der Verlobung mit Lina von Osten aber eine Beziehung zu einer anderen Frau, deren Identität bis heute nicht geklärt ist. Er beendete diese Beziehung durch Zusendung der Anzeige seiner Verlobung. Der Vater der betroffenen Frau reichte beim Chef der Marineleitung, Admiral Erich Raeder, Beschwerde gegen Heydrich ein. Es wurde daraufhin ein Ehrenrat anberaumt, vor dem Heydrich sein Verhalten rechtfertigten sollte. Dem mit der Anhörung des Falles betrauten Ehrenrat gehörten (die Quellen variieren) drei oder vier Marineoffiziere an. Gesichertermaßen: Admiral Gottfried Hansen, der Chef der Marinestation Ostsee als Vorsitzender, außerdem Heydrichs Ausbilder Gustav Kleikamp als erstes Mitglied und Hubert von Wangenheim als diensältestes Mitglied der Crew zu der Heydrich damals gehörte.
Ein gebrochenes Heiratsversprechen galt als ehrenrührig, war aber kein schweres Vergehen und hätte ohne Strafe durch den Ehrenrat der Marine enden können. Die Angehörigen des Ehrenrats wurden jedoch durch Heydrichs arrogantes Auftreten, der schlecht über die Frau sprach, sie belastete und bestritt, ihr die Ehe versprochen zu haben, dazu gebracht, kein Urteil zu fällen und das Verfahren in die alleinige Entscheidung Raeders zu legen. Raeder entschied, ebenfalls wegen Heydrichs offensichtlicher Unaufrichtigkeit im Verfahren und seiner Versuche, sich durch Belastung der Frau reinzuwaschen, dass Heydrich als Offizier „unwürdig“ und seine Entlassung zu verfügen sei. Die Entlassung wurde am 30. April 1931 wirksam.
Für Heydrich war die unerwartete Entlassung eine Katastrophe, die ihn bis ins Mark erschütterte. Seine Lebensplanung war damit hinfällig. Einer beim Reichspräsidenten eingereichten Bitte um Aufhebung der Entlassung gnadenhalber wurde nicht entsprochen; Heydrich „schloss sich in seinem Zimmer ein und weinte tagelang vor Wut und Selbstmitleid“. Inmitten der Weltwirtschaftskrise war Heydrich nun weitgehend auf sich gestellt, abgefedert durch ein Übergangsgeld von 200 Reichsmark monatlich. Unterstützung durch die Eltern blieb aus, da Bruno Heydrich nach einem Schlaganfall im Frühjahr 1931 nicht mehr in der Lage war, die Geschäfte zu führen, und den Unterricht Frau und Tochter überließ.

### Begegnung mit Heinrich Himmler und Aufstieg im parteiinternen SD
Zum 1. Juni 1931 trat Heydrich unter dem Einfluss Lina von Ostens und ihrer Familie in die NSDAP ein (Mitgliedsnummer 544.916), nachdem er lange gegenüber der NSDAP indifferent geblieben war. Einen Monat später, am 14. Juli, trat er als SS-Untersturmführer in die Schutzstaffel ein (SS-Nummer 10.120).
Sein früher Eintritt trug dazu bei, dass er später das Goldene Parteiabzeichen erhielt. Sein Eintritt in Partei und SS war wohl weniger ideologisch motiviert als durch den Wunsch, „zu einem strukturierten Leben in Uniform zurückzufinden“.
In den frühen 1930er Jahren baute Heinrich Himmler die SS systematisch aus. Hauptsächlich zur Überwachung und Ausschaltung politischer Gegner benötigte die NSDAP und die wachsende SS selbst einen effizienten Nachrichtendienst. Über einen verwandten Jugendfreund, den Münchner SA-Führer und SA-Brigadeführer „Oberbayern“ Friedrich Karl von Eberstein (dessen Mutter war Heydrichs Patentante), wurde Heydrich im August 1931 Himmler vorgestellt. Der Empfehlung lag die fehlerhafte Bewertung, dass Heydrich aus seiner Marinezeit über nachrichtendienstliche Erfahrungen verfüge, zugrunde. Aus dem Zusammentreffen wurde der Beginn eines engen Arbeitsverhältnisses. Heydrich skizzierte im Nachhinein seine Vorstellungen vom Aufbau eines Nachrichtendienstes.
Himmler war beeindruckt und beauftragte ihn mit dem Aufbau der Organisation, die später den Namen „Sicherheitsdienst“ (SD) erhielt. Allerdings räumte Himmler später intern ein, dass die Heranziehung Heydrichs ursprünglich auf dem genannten „Irrtum“ basierte: Das, was heute als Fernmeldetruppe bezeichnet wird, wurde ab 1917 als Nachrichtentruppe bezeichnet, und Heydrich war als „technischer Nachrichtenoffizier“ tatsächlich zum Funkoffizier ausgebildet worden. Mit nachrichtendienstlicher Tätigkeit im Sinne von geheimdienstlicher Aktivität hatte er jedoch nichts zu tun gehabt.
Gleichwohl wusste er offenbar Himmler zu überzeugen, der von Geheimdienstarbeit auch nichts verstand. Das für den übergebenen Auftrag notwendige Wissen eignete sich Heydrich dann vorrangig durch das Studium von drei Publikationen aus der Feder des früheren Chefs des militärischen Nachrichtendienstes III b Walter Nicolai über die Jahre bis zum Zusammenbruch des deutschen Kaiserreiches 1918 an.
Am 26. Dezember 1931 fand in Großenbrode die Hochzeit mit Lina von Osten nach evangelischem Ritus und unter Absingen des Horst-Wessel-Liedes statt.
Durch seinen effizienten Arbeitsstil wurde Heydrich seinem Förderer Heinrich Himmler und dessen Ehrgeiz bald unentbehrlich, und er stieg rasch in der Hierarchie der SS auf. Zum 1. August 1931 nahm er seine Tätigkeit als Chef des I c-Dienstes, wie der Sicherheitsdienst zu dieser Zeit bezeichnet wurde, im „Braunen Haus“ in München auf. Sein Anfangsgehalt betrug hier 180 Reichsmark im Monat. Um seinen Dienst den Blicken der Öffentlichkeit zu entziehen und sich von SA sowie den Truppen der SS abzugrenzen, war er Ende des Jahres in ein Büro in der Münchener Türkenstrasse 23 umgezogen. Bereits am 1. Dezember 1931 wurde er zum Hauptsturmführer der SS befördert. Sein Team umfasste da bereits 50 Mitarbeiter. Im Juli 1932 zum SS-Standartenführer und „Chef des Sicherheitsdienstes beim Reichsführer SS“ ernannt, verfügte er bereits über fünf Außenstellen. Da er sich noch immer durch zu viel Öffentlichkeit in seinen Aktivitäten eingeschränkt betrachtete, verlegte er im September 1932 das Büro des Dienstes in die Nymphenburger Zuccalisstrasse 4. Im November 1932 kamen ihm erstmals Zweifel, angesichts der Wahlergebnisse der NSDAP im Herbst, sich richtig entschieden zu haben. Es fehlte wegen der schlechten Finanzlage der NSDAP am Nötigsten, auch waren bereits zwei Monatszahlungen ausgeblieben. Die Erlösung kam am 27. Januar 1933, wo er von Himmler den Auftrag erhielt, sofort eine Geschäftsstelle in Berlin einzurichten. Kurz vor Verkündung der Kanzlerschaft von Adolf Hitler am 30. Januar 1933 traf er dort ein und mietete eine Villa im Berliner Grunewald. Um seinem Förderer Himmler „Unannehmlichkeiten“ zu ersparen und ihm den Platz an der Spitze der NS-Macht zu sichern, wurde noch Anfang März 1933 dessen Vorgänger Erhard Heiden (1901–1933) aus dem Weg geräumt. Im Auftrag Heydrichs verhaftet, vermutlich noch im Büro Zuccalisstraße ermordet, galt Heiden ab 18. März amtlich als vermisst. Bis zu Heydrichs Tod verband ihn und Himmler eine enge Arbeitsbeziehung und wohl auch Freundschaft.
Für Heydrichs ideologische Verfestigung im Sinne des Nationalsozialismus wurde erst seine Tätigkeit in den Reihen der SS entscheidend; er sollte ihre Strukturen so prägen, wie diese sein Denken und seine Anschauungen formten.

### Heydrich und die Ausformung des Dritten Reiches

#### Griff der SS nach der Polizeigewalt in Bayern
Die Machtergreifung der NSDAP bedeutete für die SA und SS einen legalen Zugang zur Macht. Unmittelbar darauf wurde Himmler zum Polizeipräsidenten von München ernannt und ernannte seinerseits Heydrich anstelle des republikanischen Beamten Wilhelm Frank zum Leiter der Abteilung VI der Münchener Polizeidirektion, die mit der Überwachung von politischen Vorgängen und der Verfolgung politischer Delikte befasst war.
Im Zuge der einige Wochen später erfolgenden Umformung der Abteilung VI in die neugegründete Bayerische Politische Polizei (BPP) wurde Heydrich zum stellvertretenden Chef und De-facto-Leiter dieser neuen Behörde ernannt (Himmler wurde nominell Chef der BPP, überließ die tatsächliche Führung derselben aufgrund seiner zahlreichen anderen Ämter aber größtenteils Heydrich).
Unter den Kriminalbeamten der Abteilung VI der Münchener Polizeidirektion rekrutierte Heydrich zahlreiche Männer, zunächst als seine engsten Mitarbeiter zur Führung der Bayerischen Politischen Polizei und dann (ab 1934) zur Leitung des Geheimen Staatspolizeiamtes als Kommandozentrale des nationalsozialistischen Polizeiapparates. Die Gruppe um Heinrich Müller, Reinhard Flesch, Josef Meisinger, Jakob Beck und Franz Josef Huber wurde Bajuwaren-Brigade genannt; ironischerweise waren die meisten von ihnen vor 1933 auch mit der polizeilichen Überwachung und Bekämpfung der Nationalsozialisten befasst gewesen, so dass sie von der Politischen Organisation der NSDAP beargwöhnt wurden.
Für Heydrich waren diese „umgedrehten Berufskriminalisten“ (Heinz Höhne) jedoch trotz ihrer Vergangenheit als NS-Bekämpfer aufgrund ihres fachlichen Expertentums unentbehrlich, zumal sie ihm gegenüber unbedingt loyal eingestellt waren, da er sie 1933 (und später) gegen die Nachstellungen der Politischen Organisation der NSDAP abschirmte und ihre materielle Existenz rettete, indem er sie vor der Entlassung aus dem Staatsdienst und dem Pensionsverlust bewahrte.
Das Ermächtigungsgesetz ermöglichte die Zerschlagung der Opposition. Das Feindbild Heydrichs umfasste Juden, christliche Kirchen, Freimaurer und Zigeuner bis hin zu „Asozialen“.
Ein frühes Ziel der Verfolgungsaktionen 1933 in Bayern war der Literaturnobelpreisträger Thomas Mann, der nach der Ernennung Hitlers zum Reichskanzler beschloss, seinen Auslandsaufenthalt bis zu einer Klärung der Lage in Deutschland zu verlängern. Darauf durchsuchte die Bayerische Politische Polizei (BPP) Manns Haus in München und beschlagnahmte das Haus nebst Inventar sowie das Bankkonto. Am 12. April 1933 forderte Heydrich, Mann sofort nach dessen Rückkehr in „Schutzhaft“ zu nehmen, und schrieb an Reichsstatthalter von Epp:

„Diese undeutsche, der nationalen Bewegung feindliche, marxistische und judenfreundliche Einstellung gab Veranlassung, gegen Thomas Mann Schutzhaft zu erlassen, die aber durch die Abwesenheit dessen nicht vollzogen werden kann.“

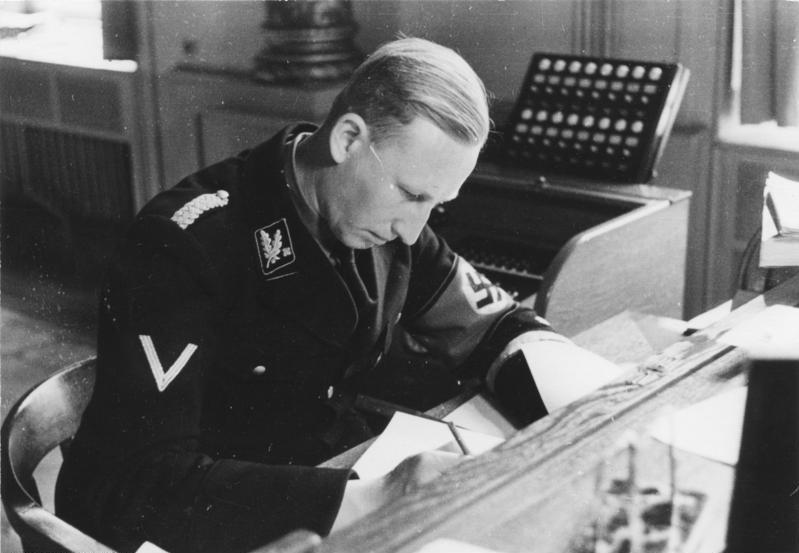
Reinhard Heydrich (April 1934)

Die Konzeption der politischen Polizei in Bayern hatte für die spätere Entwicklung der Sicherheits- und Unterdrückungsstrukturen des Dritten Reiches Modellcharakter. Himmler und Heydrich gelang es, die Polizei aus den üblichen Verwaltungsstrukturen herauszulösen und mit der SS und ihrem Nachrichtendienst SD eng zu verzahnen. Damit förderte sie die nationalsozialistische Weltanschauung in der Gesellschaft und die Bedeutung der SS.

#### Übernahme der reichsweiten Polizeigewalt durch die SS; Entmachtung der SA
Heinrich Himmler wurde am 20. April 1934 zum Inspekteur der Preußischen Geheimen Staatspolizei ernannt, die zuvor unter Kontrolle Hermann Görings gestanden hatte, und ernannte seinen engen Gefolgsmann Heydrich zum Chef des Geheimen Staatspolizeiamtes (Gestapa).
Heydrich, seit dem 5. April 1934 auch preußischer Staatsrat, verlegte den Sitz des SD an seinen neuen Wirkungsort in Berlin und begann damit, die Parteiformationen SS und SD wie zuvor in Bayern mit der Polizei zu verzahnen. Dieser Ausbau der Machtstellung Himmlers und Heydrichs stand im engen Zusammenhang mit der Furcht des Kontrollverlusts der NS-Führung um Hitler über die SA. Denn die Sturmabteilung unter Ernst Röhm war nach der Machtübernahme zunehmend unzufriedener geworden. Sie hatte Hitler ihrer Auffassung nach an die Macht gebracht, spielte jetzt jedoch nur noch eine untergeordnete Rolle. Ein Teil der SA forderte nach der ersten nationalen Revolution nun eine zweite, sozialistische Revolution, die Hitlers Bündnis mit den konservativen Eliten und der Reichswehr gefährdete. Hitler, dem die SA unbequem wurde, suchte nach Möglichkeiten, diese auszuschalten.
Heydrichs SD operierte darum mit fingierten Beweisen für einen angeblich unmittelbar bevorstehenden Putsch. Bei der Niederschlagung dieses sogenannten Röhm-Putsches Ende Juni 1934 wurde die SA-Führungsriege durch Heydrich unterstehende Kommandos der SS und des SD exekutiert. Rückwirkend zu genau diesem 30. Juni 1934 wurde Heydrich für seine „Leistungen“ zum SS-Gruppenführer ernannt.
1936 wurde Himmler Chef der deutschen Polizei, Heydrich Chef der Sicherheitspolizei (Sipo). Letztere, die sich aus der politischen Polizei und der Kriminalpolizei zusammensetzte, wurde straff durchorganisiert, mit zuverlässigen und jungen Nationalsozialisten akademischer Prägung durchsetzt und zentral geführt. In ihr hatte Heydrich ein effizientes und ihm weltanschaulich eng verbundenes Instrument, um vermeintliche Staatsfeinde, gegebenenfalls aber auch persönliche Widersacher und Rivalen gnadenlos zu verfolgen.
Er schuf ein Netz einer engen polizeilichen Überwachung, legte umfangreiche Akten an und beauftragte innerhalb des SD Wissenschaftler mit Analysen der Aktivitäten möglicher Staatsfeinde wie Juden, Kommunisten, Liberale und religiöse Gruppen. Am 28. Mai 1936 forderte Heydrich in einem geheimen Befehl an die Staatspolizeidienststellen, dass „die Anwendung verschärfter Vernehmungsmethoden auf keinen Fall aktenkundig gemacht werden“ dürfe. Die Vernehmungsakten gefolterter Beschuldigter seien vom Leiter der jeweiligen Staatspolizeistelle persönlich unter Verschluss aufzubewahren.

#### Rivalität mit der Wehrmacht
Der Wehrmacht war die SS als zweite bewaffnete Organisation im Reich zunehmend ein Dorn im Auge. Die SS wiederum stärkte ihre Position gegenüber der Wehrmacht, indem sie den damaligen Oberbefehlshaber des Heeres, Generaloberst Werner von Fritsch, und den Reichskriegsminister Werner von Blomberg durch gezielte Intrigen aus dem Weg räumte. Damit festigte sie die Kontrolle des Nationalsozialismus über die Wehrmacht.
Rivalität herrschte auch zwischen Heydrichs SD und dem Geheimdienst des Heeres, dem Amt Ausland/Abwehr, unter seinem ehemaligen Gönner Admiral Wilhelm Canaris. Die beiden Chefs unterhielten anfangs nach außen hin ein freundschaftliches Verhältnis und trafen einander jeden Morgen zum gemeinsamen Ausritt. Hinter den Kulissen versuchte jedoch jeder, den anderen auszuschalten – Heydrich ließ Canaris’ Diensträume verwanzen, Canaris ließ nach Belegen für Heydrichs angebliche jüdische Abstammung suchen.

#### Griff in die internationale Sphäre
Mit Nachdruck bemühte sich Reinhard Heydrich seit Mitte der 1930er Jahre in bestimmten Territorien außerhalb des Deutschen Reiches Fuß zu fassen, um von dort aus Gestapoarbeit realisieren zu können. Ab April 1936 hatte er einen Kriminalkommissar zur Überprüfung von einschlägigen Arbeitsmöglichkeiten für deutsches Polizeipersonal nach Spanien abgestellt. Dieser geriet während seines Auftrages in die deutschen Vorbereitungen des Einsatzes der Legion Condor. Mit der Zusage Adolf Hitlers im Juli 1936, den putschenden General Francisco Franco (1892–1975) militärisch zu unterstützen, erhielt der SS-Untersturmführer Paul Winzer (* 1908) von Heydrich den Auftrag, dort zukünftig als Polizei-Verbindungsführer deutsche Interessen wahrzunehmen. Einen Monat später folgte ihm der SD-Mitarbeiter Walter Eugen Mosig (* 1907). Das an der deutschen Gesandtschaft in Salamanca errichtete Polizeibüro fungierte als erster „offizieller“ Stützpunkt der Gestapo und des Sicherheitsdienstes im Ausland. Es folgten 1937 Kriminalkommissar Hans Helm nach Belgrad, 1938 Franz Huber (* 1912) nach Tokyo und 1939 SS-Sturmbannführer Herbert Kappler (1907–1978), nach Rom. Sie alle fungierten als deutsche Polizeiattachés und unterlagen der Befehlsgewalt von Heinrich Himmler als Reichsführer-SS sowie Heydrich als Chef des Sicherheitsdienstes der NSDAP und der Sicherheitspolizei. Schrittweise wurden diese Auslandskräfte später diplomatisch legitimiert und hatten deutsche Gestapoarbeit und SD-Nachrichtenbeschaffung auf fremdem Territorium zu realisieren.
Ein weiterer Versuch, in international tätigen Strukturen das Zepter an sich zu reißen, bezog sich auf die von Reinhard Heydrich ab 1936/1937 verfolgten Bemühungen, die 1923 in Wien gegründete Internationale Kriminalpolizeiliche Kommission (IKPK) für seine Ziele nutzbar zu machen. Deutschland war Mitglied dieser weltweit aufgestellten Kommission zur Verfolgung des internationalen Verbrechertums. Dabei bestand der Plan, mit einzelnen Ländervertretern Verträge zur politisch determinierten Polizeiarbeit abzuschließen. Erste Verträge 1936/1937 kamen mit Italien, Rumänien, Spanien und auch der Tschechoslowakei zustande. Während der deutschen Okkupation Österreichs im März 1938 versuchte eine Gruppe von SD-Offizieren, Heydrich an der Seite, die Führung der österreichische Polizei und der IKPK kalt zu stellen. Das gelang nur bei der Bundes- und Landespolizei Österreichs. Bis 1940 musste Heydrich hinnehmen, dass das nach seiner Meinung nur ihm zustehende Präsidentenamt der IKPK von einem Zwischenkandidaten besetzt wurde. Nach dessen Tod im Sommer 1940 forderte Heydrich unmissverständlich diesen Posten für sich ein. Ab sofort befand sich der Sitz des IKPK in Berlin-Wannsee. Alle Geschäftsunterlagen und das Archiv wurden dorthin verbracht und die gesamte Institution selbst dem Reichssicherheitshauptamt unterstellt. Damit hatte er volle Verfügungsgewalt über diese international aufgestellte kriminalpolizeiliche Organisation.

#### Reichspogromnacht
In der Reichspogromnacht, die die SS unter Himmler und Heydrich insofern überraschte, als sie von der Partei und Joseph Goebbels ausging, sandte er am 10. November 1938 ein dringendes Fernschreiben an die StaPo mit verschiedenen Anweisungen. Beispielsweise erwähnt sei die Anordnung,

„[…] in allen Bezirken so viele Juden – insbesondere wohlhabende – festzunehmen, als in den vorhandenen Hafträumen untergebracht werden können“

#### Gründung des Reichssicherheitshauptamtes unter Heydrich
1939 wurden SD und Sicherheitspolizei (Kriminalpolizei und Geheime Staatspolizei) dem neu geschaffenen Reichssicherheitshauptamt (RSHA) unterstellt, mit Heydrich an der Spitze als Chef der Sicherheitspolizei und des SD, der sich personalpolitisch in einer bitteren Kontroverse gegen SS-Juristen um Werner Best durchsetzen konnte. Heydrich wählte ganz bewusst eine Führungsschicht für das RSHA aus, die akademische Intelligenz mit kaltem völkischen Fanatismus zu verbinden wusste. Die Konzeption und die Verwirklichung des RSHA beruhten stark auf den Vorstellungen Heydrichs, der selbst das „politische Konzept einer Verschmelzung von SS und Polizei“ geradezu verkörperte. Mittlerweile war ein riesiger Polizeiapparat entstanden, der überall Informationen sammeln und liefern konnte – ein Instrument zur Ausübung absoluter Herrschaft. Heydrich arbeitete weiter an der Vervollkommnung dieses Apparates, der seine ganze Macht und ideologische Orientierung in der nationalsozialistischen Herrschaft über Osteuropa und der Planung und Durchführung des Holocaust zeigen sollte. Das von ihm nach seinen Vorstellungen geschaffene RSHA wurde „ein entscheidendes radikalisierendes Element der NS-Politik“.
Im August 1940 übernahm Heydrich auch die Präsidentschaft der Internationalen Kriminalpolizeilichen Kommission (IKPK), der Vorgängerin der Interpol. Bereits seit längerem hatten die Nationalsozialisten versucht, die IKPK unter ihre Kontrolle zu bringen. Nachdem die Präsidentschaft der IKPK 1937 für fünf Jahre an den Wiener Polizeipräsidenten Michael Skubl vergeben worden war, übernahm nach dem „Anschluss“ Österreichs 1938 mit Otto Steinhäusl ein Nationalsozialist die Präsidentschaft. Nach dessen Tod 1940 wurde dann der Sitz der IKPK nach Berlin verlegt, wo sie de facto in das Reichskriminalpolizeiamt, das Amt V des RSHA, integriert war. An ihrem neuen Dienstsitz, Am kleinen Wannsee 16, sollte eigentlich am 9. Dezember 1941 die Wannseekonferenz stattfinden, die kurzfristig verschoben und verlegt wurde.

### Vernichtungskrieg und Endlösung

#### Überfall auf den Sender Gleiwitz
Anfang August 1939 leitete Heydrich die Vorbereitungen für den Überfall auf den Sender Gleiwitz und zu weiteren fingierten Zwischenfällen an der deutsch-polnischen Grenze, um polnische Übergriffe als Vorwand für den verbrecherischen Angriffskrieg gegen Polen vorzutäuschen. Ab dem 22. August 1939 lösten als polnische Freischärler verkleidete SD- und SS-Angehörige sowie dazu genötigte Gefangene des KZ Sachsenhausen (die ermordet und als Beweis für Kampfhandlungen liegen gelassen wurden) mehrere „Grenzzwischenfälle“ aus.
Am 31. August 1939 überfiel eine Gruppe von SS-Männern unter Führung von Sturmbannführer Alfred Naujocks den Sender Gleiwitz. Am 1. September 1939 begann der Überfall auf Polen, der mit diesen angeblichen polnischen Übergriffen gerechtfertigt wurde.

#### Einsatzgruppen

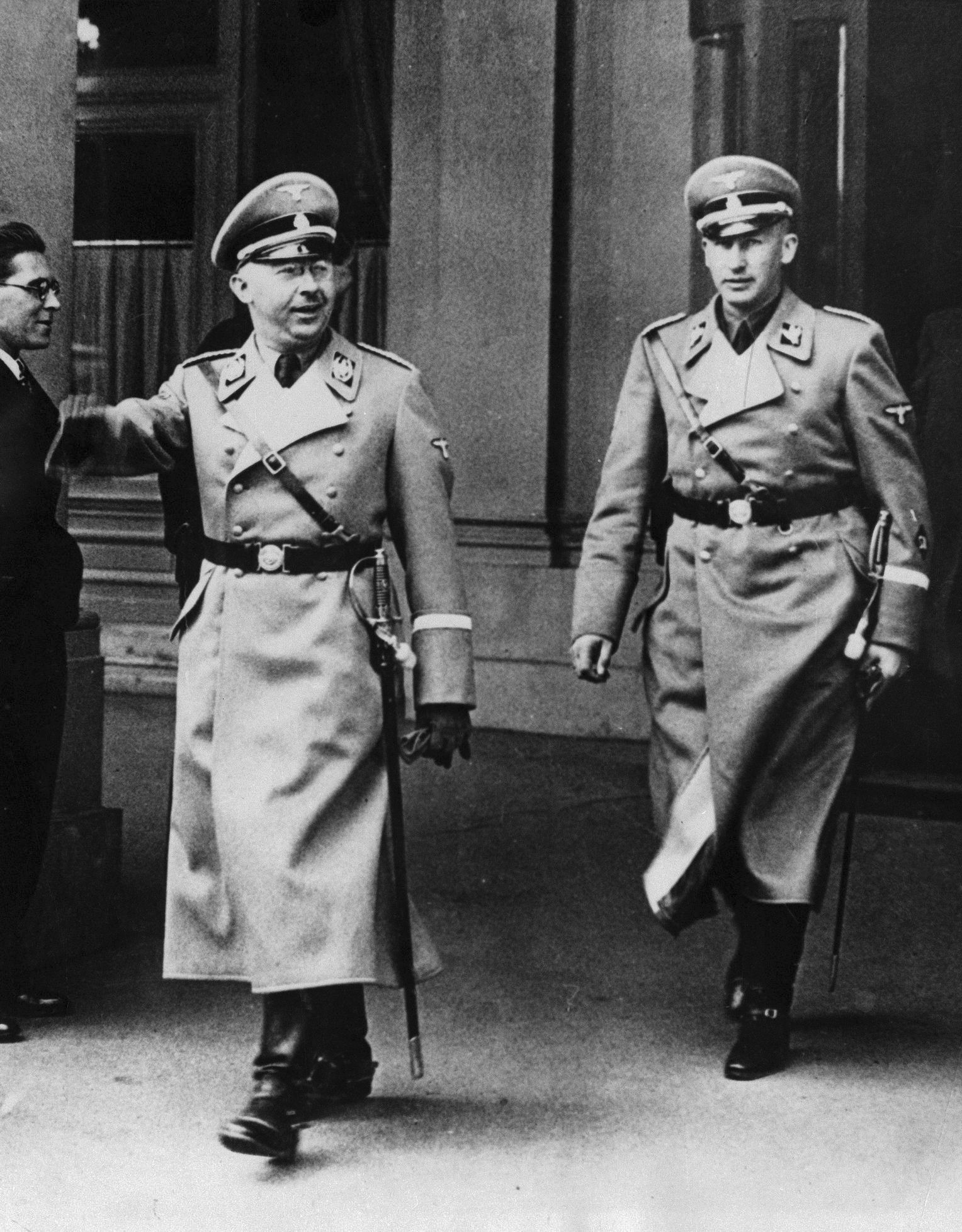
Heydrich neben Heinrich Himmler in Wien (März 1938)

Den rasch vorrückenden Truppen der Wehrmacht folgten sogenannte Einsatzgruppen, die rücksichtslos gegen die Zivilbevölkerung vorgingen, insbesondere gegen die „Intelligenz“ und Juden. Mit ihrem Wirken begann der Vernichtungskrieg gegen die Zivilbevölkerung unterworfener Länder Osteuropas. „Die Einsatzgruppen, die in Polen im Herbst 1939 den polizeilichen Sicherheitsauftrag der Besatzungsmacht auf die Völkische Flurbereinigung, auf Deportation und Massenerschießungen ausdehnten, stellten als mobile Einheiten des RSHA ebenjene kämpfende Verwaltung dar, die Heydrich gefordert hatte.“
Noch während des Überfalls auf Polen gelang es Himmler und Heydrich, die Kompetenzen von SS und Polizeikräften gegenüber der Wehrmacht weiter auszubauen und durch eigenständige Polizei-Standgerichte neben der Wehrmachtjustiz über Erschießungen zu befinden. Waren zu Beginn des Feldzuges die Einsatzgruppen von SS, SD und Polizei zumindest nominell noch der Wehrmacht nachgeordnet, etablierte die SS sich als selbstständig handelnde Kraft neben der Wehrmacht.
Diese Unabhängigkeit, die eine Kooperation zwischen SS-Einsatzgruppen und Wehrmacht jedoch keineswegs ausschloss, wurde im späteren Verlauf des Krieges im Osten beibehalten und mit dem Kriegsgerichtsbarkeitserlass vom 13. Juni 1941 juristisch untermauert. Als am 22. Juni 1941 das Unternehmen Barbarossa, der Krieg gegen die Sowjetunion, begann, verübten die Einsatzgruppen der SS systematisch Massaker.

#### Kriegseinsatz bei der Luftwaffe
Im Zweiten Weltkrieg nahm Heydrich als Reserveoffizier der Luftwaffe zunächst als Bordschütze im Kampfgeschwader 55 am Überfall auf Polen, später als Jagdflieger im Jagdgeschwader 77 an Einsätzen über Norwegen, Norddeutschland und Holland teil. Er flog eine Messerschmitt Bf 109E-7.
Im Sommer 1941 missachtete Heydrich ein ausdrückliches Verbot des Reichsführers SS Himmler von Kampfeinsätzen, meldete sich am Flugplatz Bălți im Südabschnitt der Ostfront in der Uniform eines Luftwaffenmajors und wurde der II. Gruppe des Jagdgeschwaders 77 zugeteilt, in der er schon früher geflogen war. Sein Flugzeug wurde am Nachmittag des 22. Juli über Jampol von einem sowjetischen Flakgeschoss getroffen, und der Motor fiel aus. Heydrich war gezwungen, zwischen den Frontlinien notzulanden.
Im Luftwaffenstützpunkt befürchtete man, „Heydrich sei entweder tot oder – schlimmer noch – dem russischen NKWD in die Hände gefallen“, doch schon nach wenigen Stunden kam die Meldung, ein vorgeschobener Spähtrupp habe ihn gerettet. Dass der Fliegereinsatz Heydrichs von Himmler nicht genehmigt war, thematisierte dieser noch in seiner Gedenkrede zu Heydrichs Tod 1942. Darin erwähnte Himmler „mit stolzer Freude“, dies sei „die einzige Heimlichkeit in den elf Jahren unseres gemeinsamen Weges [gewesen], die er vor mir hatte“.
Sein Biograph Robert Gerwarth urteilt, dass Heydrich mit diesen fliegerischen Einsätzen ein „‚heroisches‘ Fronterlebnis“ gesucht habe.

#### Die „Endlösung der Judenfrage“

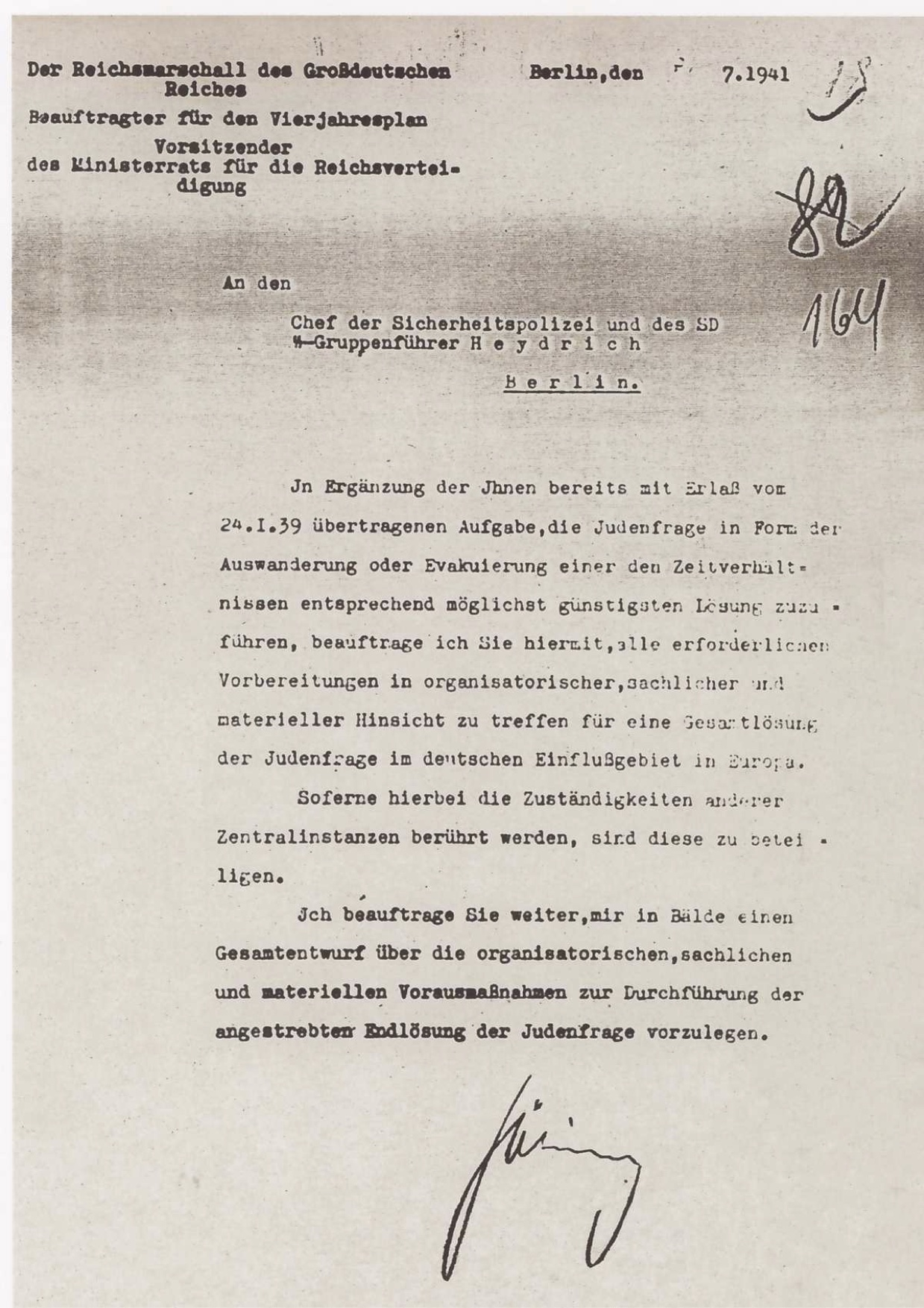
Auftrag Görings an Heydrich vom 31. Juli 1941

In der Ideologie der Nationalsozialisten galten Juden als Feind schlechthin. Sie wurden als „Untermenschen“ dargestellt und in der NS-Propaganda mitunter mit Ratten (so im Film Der ewige Jude) und anderem Ungeziefer verglichen.
Schon vor dem Krieg sammelte Heydrich alle Informationen über jüdische Einrichtungen und ließ sie überwachen. Zunächst sollten die Juden durch ein System von Enteignung und Deportation aus dem Reich gedrängt werden. 1938 sandte Heydrich Adolf Eichmann nach Wien, um dort die Zentralstelle für jüdische Auswanderung einzurichten; sie wurde zum Vorbild für die im Januar 1939 eingerichtete Reichszentrale für jüdische Auswanderung in Berlin. Damit erhielt Heydrichs SD eine Schlüsselrolle bei der Judenverfolgung.
Nach der Eroberung Polens gab Heydrich den Befehl, Ghettos für die Juden einzurichten und dort so genannte Judenräte zu bilden. So wurden die jüdischen Gemeinden gezwungen, mit den Nationalsozialisten zusammenzuarbeiten und an ihrem eigenen Untergang mitzuwirken. Mit Eichmanns Hilfe organisierte Heydrich Deportationen von Juden aus dem ganzen Reichsgebiet sowie aus Österreich und Teilen Polens in diese neu errichteten Ghettos. In einer Anweisung vom 22. September 1939 unterschied Heydrich zwischen einem „geheimen Endziel“, dessen Verfolgung langfristig erfolgen müsse, und den Mitteln und Wegen dorthin. Ghettos waren für ihn nur Zwischenstationen. Als Endziel war zu diesem Zeitpunkt eine Deportation aller Juden aus den eingegliederten Gebieten in ein Territorium an der östlichen Grenze Polens angedacht.
Durch die Eroberung Osteuropas fielen Millionen von Juden und anderen Menschen, die als „Angehörige minderwertiger Rassen“ herabgesetzt wurden, in deutsche Hand. Wann der Entschluss zur Ermordung aller Juden gefasst wurde, ist strittig; die meisten Historiker datieren ihn zwischen September und Dezember 1941. Die systematische Ermordung der Juden begann in stufenweise radikalisierten Schritten durch die Einsatzgruppen. Schon acht Tage nach Beginn des Unternehmens Barbarossa unternahm Heydrich am 30. Juni 1941 seine erste Inspektionsreise und forderte umgehend in seinem Einsatzbefehl, der Einsatzgruppe B sollte es doch „bei geschicktem Vorgehen nicht schwer fallen, mit der militärischen Entwicklung Schritt zu halten“. Prompt meldete wenige Tage später Einsatzgruppenchef Arthur Nebe, in den ersten Tagen seien zwar in Grodno und Lidna „nur 96 Juden exekutiert worden“, er habe aber „Befehl gegeben, dass hier erheblich zu intensivieren sei“.
Heydrichs Inspektionsreisen trugen zu einem massiven Anstieg der Massenmorde an jüdischen Zivilisten in den besetzten sowjetischen Gebieten bei, so dass schon wenige Wochen nach Kriegsbeginn dazu übergegangen wurde, Frauen und Kinder bei Massenerschießungen umzubringen, wobei das Einsatzkommando 9 unter der Leitung Alfred Filberts das erste war, „das von Ende Juli an systematisch jüdische Frauen und Kinder in Weißrussland umbrachte, offenbar auf ausdrücklichen Befehl Heydrichs“.
Am 31. Juli 1941 wurde Heydrich von Hermann Göring beauftragt, alle erforderlichen Vorbereitungen für eine „Gesamtlösung der Judenfrage“ zu treffen, seien sie finanzieller, organisatorischer oder verwaltungstechnischer Natur. Heydrich erkannte schnell, dass zu diesem Zweck eine zentrale Koordinierung aller beteiligten Stellen erforderlich war. So berief er zum 20. Januar 1942 die Wannseekonferenz ein, um Mittel und Wege zur „Endlösung der europäischen Judenfrage“ zu erörtern. Heydrich konkretisierte, was mit den deportierten Juden geschehen sollte:

„Unter entsprechender Leitung sollen nun im Zuge der Endlösung die Juden in geeigneter Weise im Osten zum Arbeitseinsatz kommen. In großen Arbeitskolonnen, unter Trennung der Geschlechter, werden die arbeitsfähigen Juden straßenbauend in diese Gebiete geführt, wobei zweifellos ein Großteil durch natürliche Verminderung ausfallen wird. Der allfällig endlich verbleibende Restbestand wird, da es sich bei diesem unzweifelhaft um den widerstandsfähigsten Teil handelt, entsprechend behandelt werden müssen, da dieser, eine natürliche Auslese darstellend, bei Freilassung als Keimzelle eines neuen jüdischen Aufbaues anzusprechen ist.“

Zwar sprach er nicht explizit von den nicht „arbeitsfähigen“ Frauen und Kindern, doch ist klar, dass er sie zu den „Keimzelle[n] eines neuen jüdischen Aufbaus“ rechnete, die ebenfalls einer „Sonderbehandlung“ zugeführt werden sollten – in der Sprache der Täter war dies die Tarnbezeichnung für Tötung. Dabei gingen die Massenmorde von Heydrichs SS-Einsatzgruppen weiter. Bis zum Jahresende 1941 töteten sie in den besetzten sowjetischen Gebieten bereits mehr als 500.000 Frauen, Kinder und Männer, meist durch Erschießen aus nächster Nähe. Während des Frühjahrs und Sommers 1942 erschossen sie in der Ukraine und in Weißrussland mindestens 360.000 Juden.

#### Stellvertretender Reichsprotektor in Böhmen und Mähren

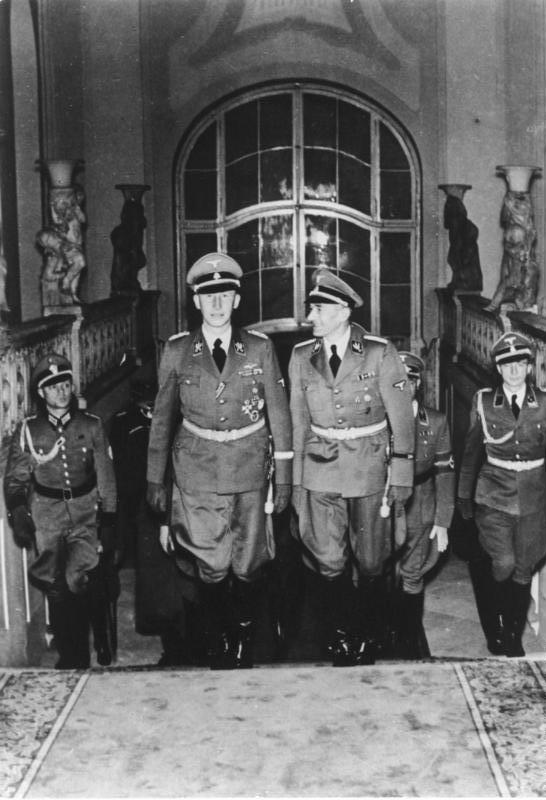
Heydrich (links) mit Karl Hermann Frank (rechts) in der Prager Burg (1941)

Nach der im Münchner Abkommen von 1938 erzwungenen Abtretung des Sudetenlandes wurde am 15. und 16. März 1939 auch die sogenannte Rest-Tschechei von deutschen Truppen besetzt. Für das Protektorat Böhmen und Mähren wurde ein „Reichsprotektor“ eingesetzt, der in Prag residierte. Mit diesem Amt wurde Konstantin von Neurath betraut, der am 5. Februar 1938 abgesetzte Außenminister des Deutschen Reichs. Neurath nahm seine Aufgabe nach Auffassung von Heydrich und dem SS-Funktionär Karl Hermann Frank nicht mit der nötigen Härte wahr – beide hatten Ambitionen auf Neuraths Posten. Heydrich sammelte Belege über Neuraths angebliche Unzuverlässigkeit, was dazu führte, dass dieser auf unbestimmte Zeit „beurlaubt“ wurde – offiziell wurde mitgeteilt, er habe den „Führer“ aus gesundheitlichen Gründen um seine Abdankung gebeten.
Heydrich wurde zum stellvertretenden Reichsprotektor ernannt, blieb aber gleichzeitig Chef des RSHA. Am 27. September 1941 traf er in Prag ein. In seiner Antrittsrede am 2. Oktober 1941 vor Mitarbeitern der deutschen Protektoratsverwaltung auf der Prager Burg äußerte er sich in drastischer Weise über die Behandlung der tschechischen Bevölkerung, solange man diese wegen ihrer Wirtschaftsleistung für die deutsche Kriegswirtschaft benötige:

„Ich brauche also Ruhe im Raum, damit der Arbeiter, der tschechische Arbeiter, für die deutsche Kriegsleistung hier vollgültig seine Arbeitskraft einsetzt […]. Dazu gehört, dass man den tschechischen Arbeitern natürlich das an Fressen geben muss – wenn ich es so deutlich sagen darf –, dass er seine Arbeit erfüllen kann. In dieser Richtung ist […] eine Besprechung beim Führer gewesen unter Zuziehung von Staatssekretär Backe, und wir werden voraussichtlich, ich bitte dies alles für sich zu behalten, bevor es herauskommt, weil es propagandistisch entsprechend aufgemacht werden muss, […] zu einer Erhöhung der Fettrationen bei den tschechischen Arbeitern kommen, die etwa um 400 Gramm herum liegt, das ist eine Summe, die sich sehen lassen kann.“

Diese wirtschaftspolitische Ausbeutung verlief in Abstimmung mit Ernährungsstaatssekretär Herbert Backe, „einer der wenigen engen persönlichen Freunde Heydrichs“. Da insbesondere die Aufrechterhaltung der tschechischen Rüstungsindustrie für die Kriegsführung des Deutschen Reiches von großer Bedeutung war, sollten die tschechischen Arbeiter im Unterschied zu den „minderwertigen Rassen Europas“, die keine kriegswichtige Arbeit für Deutschland leisteten, ausreichend ernährt werden.
Nach dem Krieg könne man dann mit den Tschechen abrechnen. Heydrich führte unverzüglich drakonische Maßnahmen gegen die Bevölkerung ein. Bis Ende November 1941 wurden 6000 Menschen verhaftet und offiziell 404 Todesurteile vollstreckt. 1299 dieser alleine in diesen ersten zwei Monaten der Amtszeit Heydrichs Inhaftierten wurden im Winter in das Konzentrationslager Mauthausen deportiert; von ihnen überlebten nur 52 den Krieg. Dies brachte ihm bei der Prager Bevölkerung den Spitznamen „Der Henker von Prag“ ein. Er entschied, dass in Theresienstadt ein Konzentrationslager für die jüdische Bevölkerung Böhmens und Mährens errichtet wurde.

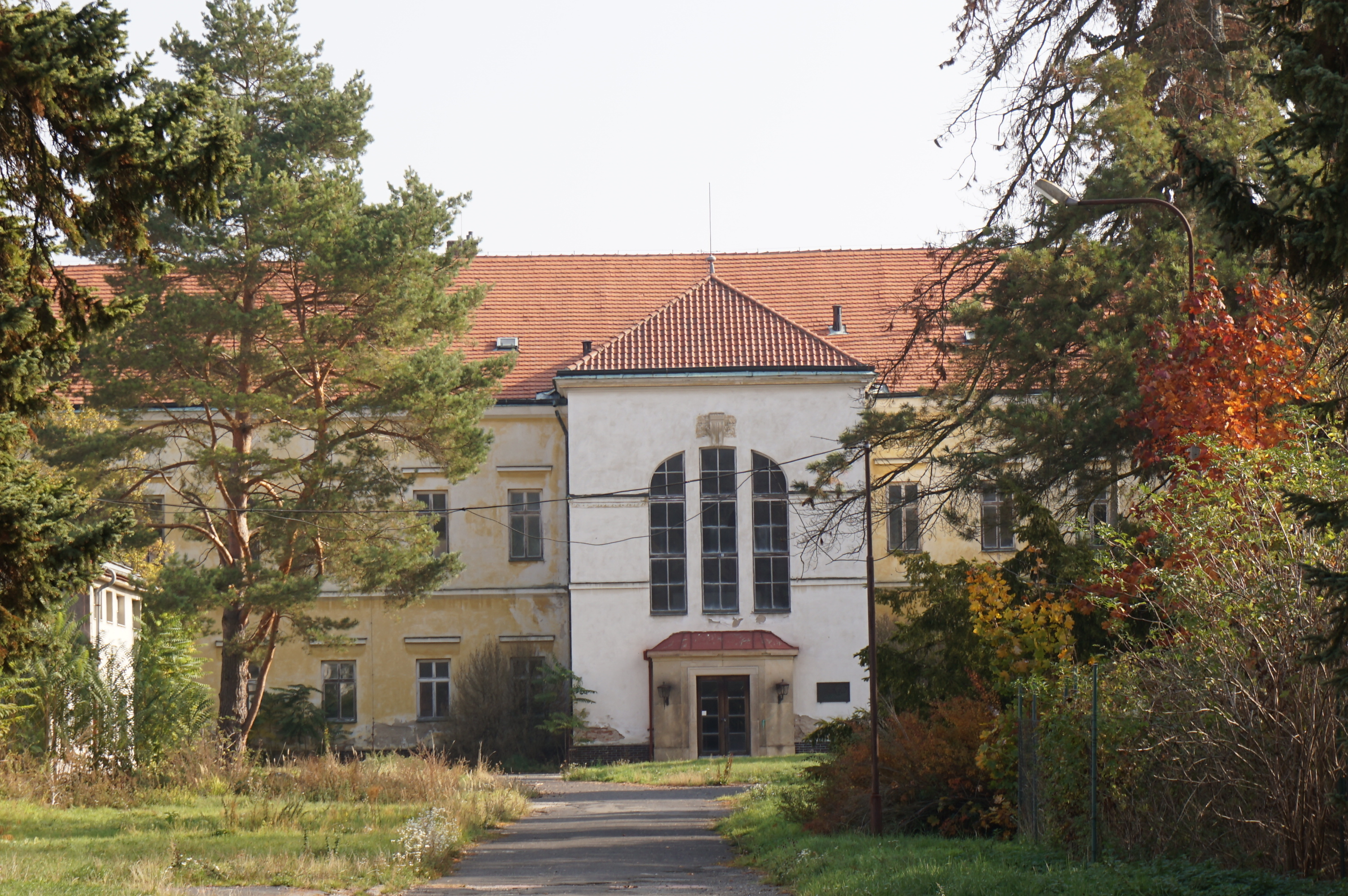
Heydrichs Wohnsitz im Unteren Schloss Jungfern Breschan (1939–1942)

Das Landgut Jungfern Breschan bei Prag, das zuvor dem jüdischen Zuckerfabrikanten Ferdinand Bloch-Bauer abgenommen worden war, diente der Familie Heydrich als Herrschaftssitz. Es umfasste zwei Schlösser, eine Fläche von 125 Hektar Wald und eine ausgedehnte Gärtnerei. Lina Heydrich ließ fortan Häftlinge aus dem KZ Theresienstadt rekrutieren, um sie als Arbeiter auf dem Landsitz einzusetzen, auf dem zu diesem Zweck ein Außenlager errichtet wurde.

### Attentat und Tod Heydrichs

#### Attentatsvorbereitungen
Nach dem Einmarsch deutscher Wehrmachtstruppen war ein Teil der tschechischen Regierung nach Großbritannien geflohen. In London etablierte der ehemalige Präsident Edvard Beneš eine Exilregierung, die Sabotageakte in der besetzten Heimat durchführen ließ. Hierzu wurden von den Briten tschechoslowakische Soldaten ausgebildet, die nachts mit Fallschirmen über dem besetzten Gebiet absprangen. Die Agenten sollten zum tschechischen Untergrund Kontakt aufnehmen und Aktionen wie Sprengungen von Fabrikanlagen und Aufstellung von Funkpeilanlagen zur Orientierung für alliierte Bomber durchführen. Da aber das Überwachungssystem und der Druck der Deutschen auf die tschechische Bevölkerung unterschätzt wurden, blieben die Aktionen meist erfolglos.
Ende 1941 reifte der Plan, eine aufsehenerregende Aktion durchzuführen – ein Attentat auf den verhassten Reichsprotektor, der auch als Chef des Reichssicherheitshauptamtes im Visier des britischen Geheimdienstes stand. Mit harter Unterdrückung war es ihm zunächst gelungen, den tschechischen Widerstand erheblich zu schwächen. Die Aktion, die vom tschechoslowakischen Nachrichtendienst unter der Leitung von František Moravec vorbereitet wurde, erhielt den Decknamen Operation Anthropoid. Unter strengster Geheimhaltung wurde ein enger Kreis von Soldaten hierfür ausgebildet.
Am frühen Morgen des 29. Dezember 1941 wurden Jozef Gabčík und Jan Kubiš von einem britischen Halifax-Bomber östlich von Pilsen mit Fallschirmen abgesetzt. Den beiden gelang es, sich nach Prag durchzuschlagen, zum dortigen Untergrund Kontakt aufzunehmen und für die nächsten Monate unterzutauchen. Hier erfuhren sie Einzelheiten über Heydrichs Gewohnheiten und seinen Tagesablauf. So ließ er sich jeden Tag ohne Begleitschutz, meist im offenen Wagen, stets dieselbe Strecke von seinem Landgut zum Prager Hradschin fahren.
In den Wochen vor dem Anschlag war der tschechische Widerstand erstarkt. Heydrich, der ab September 1941 beschönigende Berichte an Martin Bormann geschickt hatte, um „seine ‚Leistungen‘ im Protektorat ins rechte Licht zu rücken“, räumte in einem Schreiben an Bormann am 19. Mai 1942 erstmals ein, dass sich die Lage im Protektorat verschlechtert habe, und sagte auf einer Pressekonferenz in Prag am 26. Mai 1942, einen Tag vor dem Überfall:

„Ich spüre und sehe, daß die ausländische Propaganda und die defaitistische und deutschfeindliche Flüsterpropaganda im Raum wieder erheblich am Zunehmen ist. […] Auch die kleinen Sabotageakte, die weniger Schaden tun als einen oppositionellen Geist demonstrieren sollen, haben zugenommen.“

#### Ablauf des Attentats
Für den Anschlag wählten die Attentäter eine enge, abschüssige Haarnadelkurve in der Prager Vorstadt Libeň aus. In der Nähe gab es keine Polizeistation. Die Kurve konnte nur mit geringer Geschwindigkeit durchfahren werden. Am Morgen des 27. Mai 1942 postierten sich Gabčík und Kubiš in der Nähe der Kurve. In Aktentaschen hatten sie eine zerlegbare Sten-Gun-Maschinenpistole sowie eine aus speziellem Sprengstoff gefertigte Handgranate mit hoher Explosivkraft. Ein weiterer Agent, Josef Valčík, nahm eine Position oberhalb ein, um Heydrichs Annähern mit einem Taschenspiegel zu signalisieren.

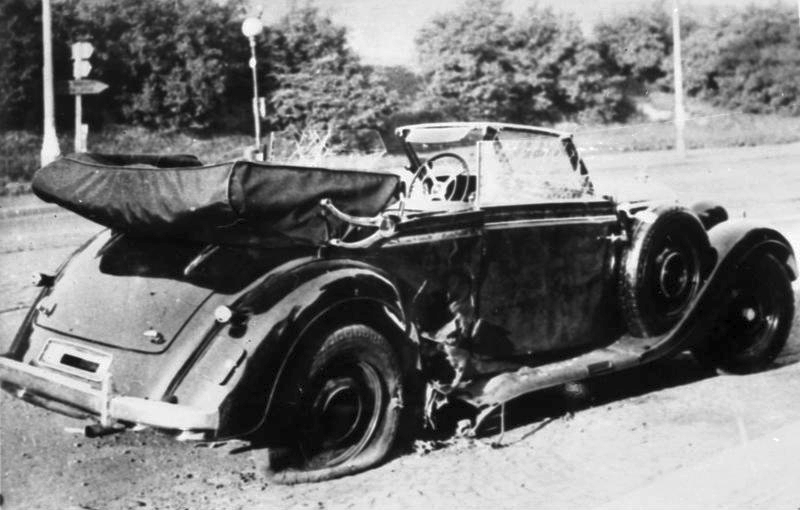
Der beim Attentat beschädigte Wagen Heydrichs, 27. Mai 1942

Heydrich verspätete sich an diesem Morgen. Als sein Wagen schließlich eintraf, musste sein Fahrer, SS-Oberscharführer Klein, vor der Kurve den Mercedes-Benz stark abbremsen. Gabčík hob seine Maschinenpistole und drückte aus kürzester Entfernung ab. Die Waffe hatte jedoch Ladehemmung, so dass sich kein Schuss löste. Heydrich, im Glauben, es nur mit einem Einzeltäter zu tun zu haben, traf eine für ihn persönlich verhängnisvolle Fehlentscheidung: Er befahl dem Fahrer anzuhalten und zog gegen Gabčík seine Dienstpistole. Kubiš trat nun aus der Deckung und warf seine Handgranate. Diese prallte am rechten Hinterrad ab und explodierte neben dem Fahrzeug. Heydrich sprang aus dem Wagen und versuchte, auf die Attentäter zu schießen. Sein Fahrer Klein, „durch die Explosion desorientiert, torkelte auf Kubiš zu“, und „Heydrich brach plötzlich mit schmerzverzerrtem Gesicht zusammen, so dass auch Gabčík aus seinem Schussfeld entkommen konnte“. Erst nach einiger Zeit wurde er von tschechischen und deutschen Passanten gefunden und in einem Lieferwagen eines Bäckers ins nahe Krankenhaus Na Bulovce (an der Bulovka) gefahren.

#### Tod
Tschechische Ärzte untersuchten Heydrich. Eine Röntgenaufnahme zeigte eine zertrümmerte Rippe, einen Zwerchfellriss und Splitter in der Milz, während seine Nieren unverletzt geblieben waren.
Himmler sandte seinen Leibarzt Karl Gebhardt für die Operation nach Prag. Gebhardts Flugzeug landete mit Verspätung. Inzwischen hatten die in Prag lebenden deutschen Ärzte Josef Hohlbaum und Walter Dick die Operation vorgenommen. Zunächst schien sich Heydrichs Zustand zu verbessern, doch am 3. Juni trat eine plötzliche Verschlechterung mit hohem Fieber und Sepsis aufgrund einer Bauchfellentzündung ein, die wahrscheinlich durch Partikel der Polsterung des Wagens verursacht wurde, die nicht erkannt in die Bauchhöhle gelangt waren. Wäre Penicillin eingesetzt worden, das nicht zur Verfügung stand, „hätte Heydrich wohl überlebt“. Er fiel ins Koma und starb am 4. Juni 1942 um 9.00 Uhr.
Eine Studie im Jahre 2012 kam zu dem Schluss, dass die genaue Todesursache bis heute nicht abschließend geklärt sei; danach ist die bislang häufig vertretene These, er sei an Gasbrand gestorben, nicht haltbar.
Himmler übernahm zunächst selbst kommissarisch die Führung des Reichssicherheitshauptamtes, bis er Ernst Kaltenbrunner am 30. Januar 1943 als neuen Chef des RSHA in sein Amt einführte. Zum Nachfolger Heydrichs als Stellvertretender Reichsprotektor in Böhmen und Mähren bestimmte er den Chef der Ordnungspolizei Kurt Daluege.

## Vergeltung, Staatstrauer und Heydrich-Verehrung

### Ermittlungen
Unmittelbar nach dem Attentat wurde der Gestapo-Beamte und Referatsleiter (Referat II g – Attentate, illegaler Waffenbesitz und Sabotage) bei der Staatspolizeileitstelle Prag, Heinz Pannwitz, mit der Leitung einer Sonderkommission zur Aufklärung des Heydrich-Attentats betraut. Pannwitz war Autor des amtlichen Abschlussberichtes zum Heydrich-Attentat und verfasste in der zweiten Hälfte der 1950er Jahre zwei Niederschriften zum Attentat.

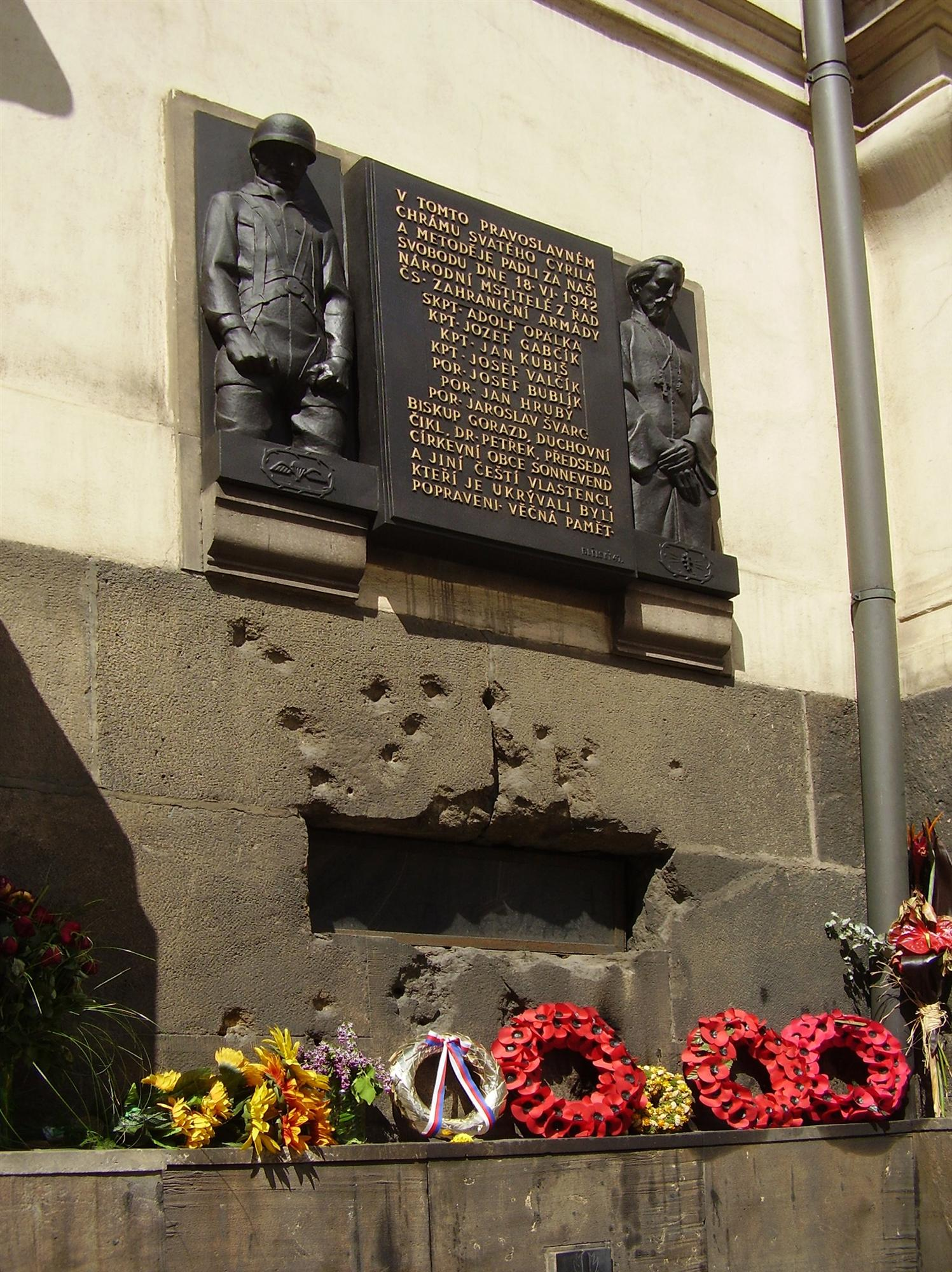
Gedenkplatte an der Kirche St. Cyrill und Method in Prag zur Erinnerung an den letzten Kampf der Attentäter Heydrichs

Das Attentat auf Heydrich traf die NS-Führung anscheinend bis ins Mark. Die Suche nach den Angreifern verlief zunächst hektisch und schlecht organisiert. Mit Hilfe des später heiliggesprochenen Bischofs Gorazd (mit bürgerlichem Namen Matěj Pavlík) versteckten sich die Attentäter in der Krypta der Karl-Borromäus-Kirche (seit 1935 Kirche St. Cyrill und Method) in Prag. In der Folgezeit übten die deutschen Besatzer vor allem durch Geiselnahmen erheblichen Druck auf die tschechische Bevölkerung aus.

### Verfolgungen
Nach dem Attentat auf Heydrich wurde noch am 27. Mai 1942 über das gesamte Protektoratsgebiet umgehend das Standrecht erklärt, das erst am 3. Juli 1942 aufgehoben wurde. Während dieses Standrechts, später in der Tschechoslowakei als heydrichiáda (Heydrichiade) bezeichnet, wie auch danach kam es zu umfangreichen Verhaftungswellen (über 3000 Menschen) mit Hinrichtungen von über 1300 Menschen.
In der Folge wurden zuerst das Dorf Lidice und wenige Tage später auch Ležáky dem Erdboden gleichgemacht. Alle 184 männlichen Bewohner Lidices über 16 Jahre wurden erschossen (9./10. Juni 1942), die Frauen in Konzentrationslager deportiert, während sich die Kinder einer „rassischen Musterung“ zu unterziehen hatten. Neun der Kinder wurden als „germanisierbar“ eingestuft und zu deutschen Pflegeeltern geschafft, „die übrigen brachte man um“.
Als Rechtfertigung für die Ermordung der Menschen nannte man wider besseres Wissen angebliche Beweise für einen Zusammenhang zwischen Lidice und den Attentätern, denn eine solche Vermutung hatte sich schon vor der Vernichtung Lidices „als falsch erwiesen“. Zu den Opfern von Lidice und Ležáky kamen 3188 im Sommer 1942 zum Tode verurteilte Tschechen, „davon 477 aus dem einzigen Grund, dass sie das Attentat auf Heydrich ‚gutgeheißen‘ hatten“.
Das Versteck in der Prager Kirche wurde schließlich auf indirektem Wege durch den Hinweis des Fallschirmagenten Karel Čurda gefunden, der am 16. Juni 1942, „um sein Leben zu retten und seine Familie zu schützen“, der Gestapo den Namen der Familie Moravec in Prag nannte, wo die beiden Attentäter zeitweilig untergekommen waren. Der noch minderjährige Sohn der Familie, Vlastimil, brach nach einem brutalen Verhör, „als ihm die Ermittler den abgeschnittenen Kopf seiner Mutter in einem mit Flüssigkeit gefüllten Glasbehälter zeigten und drohten, den Kopf des Vaters dazuzulegen“, zusammen und teilte seinen Peinigern das Versteck in der Karl-Borromäus-Kirche mit.
Nach mehrstündigem Kampf mit SS-Einheiten unter der Leitung von Karl von Fischer-Treuenfeld erschossen sich die Attentäter am 18. Juni 1942 in aussichtsloser Lage. Bischof Gorazd, der die Verantwortung für die Ereignisse in der Kirche auf sich genommen hatte, Pater Petrek, der in der Kirche angetroffen worden war, und zwei weitere orthodoxe Priester, die den Attentätern Zuflucht gewährt hatten, wurden von den Besatzern hingerichtet.

### Staatsbegräbnis und Kult

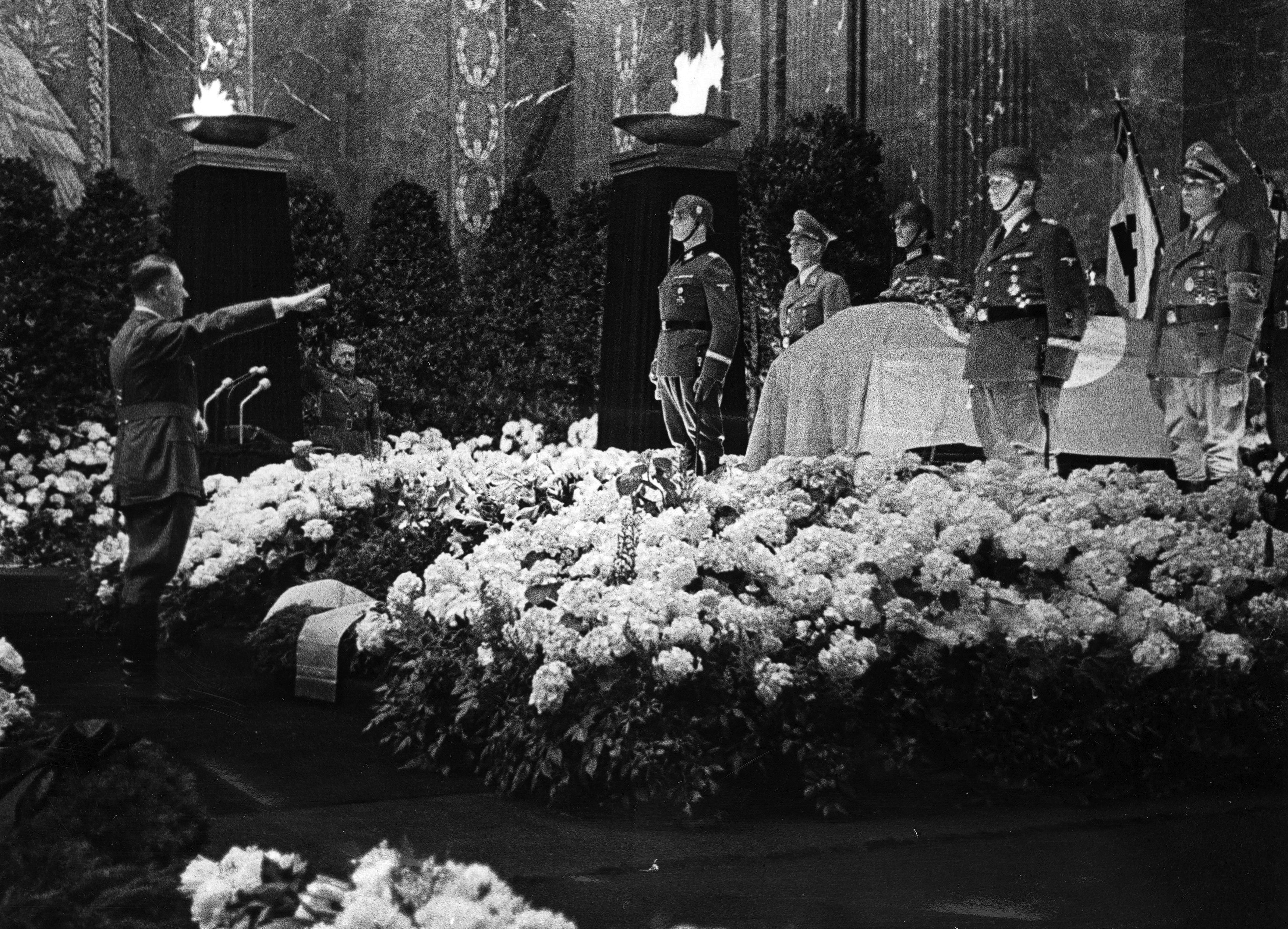
Adolf Hitler beim Staatsbegräbnis für Reinhard Heydrich (9. Juni 1942)

Heydrichs Leiche wurde nach seinem Tod zwei Tage im Hradschin aufgebahrt und anschließend nach Berlin überführt. Am 9. Juni fand in der Neuen Reichskanzlei die seit dem Staatsbegräbnis von Reichspräsident Paul von Hindenburg größte Totenfeier des Dritten Reiches statt, an der alle NS-Größen teilnahmen.
Heydrichs Leichnam wurde auf dem Berliner Invalidenfriedhof beigesetzt.
Die Grabrede hielt Himmler, der betonte, dass „alle Maßnahmen und Handlungen, die er traf, er als Nationalsozialist und SS-Mann anpackte. Aus den tiefen Gründen seines Herzens und Blutes heraus habe er die Weltanschauung Adolf Hitlers erfühlt, verstanden und verwirklicht“. Hitler pries ihn als „Blutzeuge[n], gefallen für die Erhaltung und Sicherung des Reiches“, und zeichnete ihn postum, als zweiten Deutschen nach Fritz Todt, mit der obersten Stufe des Deutschen Ordens aus, der höchsten Auszeichnung der NSDAP.

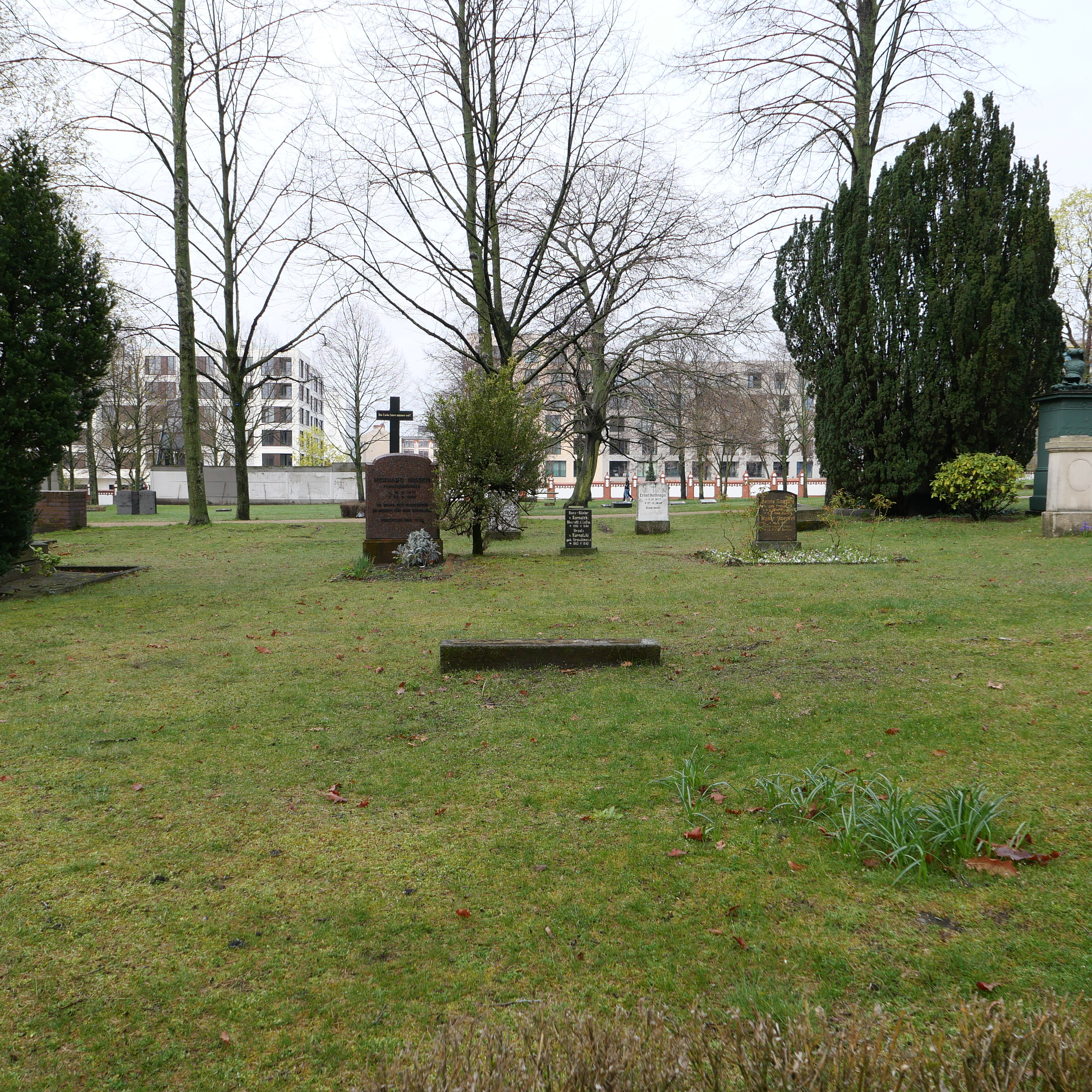
Heydrichs anonymisiertes Grab

Nach Heydrichs Tod wurde am 25. Juli 1942 die Reinhard-Heydrich-Stiftung in Prag gegründet. Bereits seit 1940 vorbereitet und formal als Reichsstiftung für wissenschaftliche Forschung eingerichtet, diente sie tatsächlich dazu, die deutsche Besetzung Böhmens und Mährens zu rechtfertigen und Arbeiten für die Germanisierungspläne zu leisten.
Zum ersten Jahrestag seines Todes gab es 1943 erneut eine Gedenkfeier, am Ort des Attentats wurde eine Büste nach Heydrichs Totenmaske aufgestellt, vor der sich vorübergehende Passanten verbeugen mussten. Kurz davor, am 28. Mai 1943, wurde eine Gedenkbriefmarke ausgegeben, die an die Teilnehmer der Gedenkfeier als Briefmarkenblock überreicht wurde. Heydrich wurde „zum mythisch verklärten ‚Märtyrer‘ im nationalsozialistischen Pantheon der gefallenen Helden“ erhoben und ein „neue[r] Höhepunkt des nationalsozialistischen Totenkults“ inszeniert. Hitler ließ ihn in eine Ehrenliste gefallener „Kämpfer der NSDAP“ aufnehmen und das SS-Gebirgsjäger-Regiment 11 der 6. SS-Gebirgs-Division „Nord“ nach ihm benennen. Gleichfalls wurden Straßen und Plätze im Reichsprotektorat nach Heydrich benannt. Nach Ende des Krieges wurden diese Namensverleihungen rückgängig gemacht.
Thomas Mann urteilte ungefähr zur selben Zeit in einer BBC-Radioansprache: Heydrichs Tod bezeichnete er als den „natürlichsten Tod“, den ein „Bluthund wie er“ habe sterben können. Denn „wohin dieser Mordknecht kam, floß das Blut in Strömen. Überall, auch in Deutschland, hieß er schlecht und recht: der Henker. Nun, er ist ermordet worden. Und wie nehmen die Nazis das auf? Sie fallen in Krämpfe. Sie stellen sich buchstäblich an, als sei die unfaßlichste Missetat geschehen, als sei der Menschheit Höchstes angetastet […] und ein anderer Metzgermeister [Himmler] sagt ihm am Grabe nach, er sei eine reine Seele und ein Mensch von hohem Humanitätsgefühl gewesen. Das alles ist verrückt …“

## Persönlichkeit und Rezeption
Für viele seiner Zeitgenossen verkörperte Heydrich den Inbegriff des „Ariers“ – blond, schlank und groß gewachsen. Von seiner auffallend hohen Stimme, die ihm den Spottnamen „Ziege“ einbrachte, gibt es trotz der hohen Positionen, die er einnahm, nur wenige Tonbandaufzeichnungen. Dazu war er ein sportlicher Mann und ein fähiger Sportfechter, der an nationalen und internationalen Turnieren teilnahm und bei den deutschen Fechtmeisterschaften 1938 den zehnten Platz im Säbelfechten belegte und in der gleichen Disziplin mit der Sportgemeinschaft SS Berlin Vizemeister im Mannschaftskampf wurde.
Wenn es nach seinem Vater gegangen wäre, hätte er Musiker werden sollen. Heydrich lernte schon früh Klavier und Violine, die er virtuos beherrschte. In der Öffentlichkeit präsentierte er sich, besonders in seiner Prager Zeit, als fürsorglicher Familienvater.
Heydrich galt als Machtmensch und leistete als rechte Hand Himmlers wichtige Arbeiten bei der Integration der Politischen Polizei in den Apparat der NSDAP. Einige Historiker vertreten die These, der im Grunde kleinbürgerliche Himmler mit seinem Hang zur Esoterik hätte ohne den scharfsinnig planenden und entschlossen handelnden Heydrich in dem von Intrigen bestimmten internen Machtkampf der verschiedenen Gruppen in der NSDAP nicht bestehen können. „HHhH – Himmlers Hirn heißt Heydrich“ soll der ehemalige preußische Innenminister und spätere Reichsmarschall Hermann Göring über seine Konkurrenten gewitzelt haben, die ihm Stück für Stück die Hoheit über Polizei und Sicherheitsdienste streitig machten.
Diese mehrfach kolportierte Sottise, die der französische Schriftsteller Laurent Binet 2010 zum Titel seines Romans HHhH über das Attentat auf Heydrich machte, wurde zuerst von dem Rechtsanwalt und Schriftsteller Carl Haensel verbreitet.
Dieser behauptete 1950 in seinen Memoiren, Göring habe 1946 in der Nürnberger Untersuchungshaft zu ihm gesagt: „Sie kennen Himmler nicht. Natürlich nicht. Wissen Sie, er war abgründig dumm. Sein Gehirn hieß Heydrich.“ Die Biographen von Himmler und Heydrich, die Historiker Peter Longerich und Robert Gerwarth, erwähnten das Göring-Zitat allerdings nicht. Longerich betonte:

„Himmler war sich der Loyalität Heydrichs stets sicher gewesen, auch wenn durch den Auftrag Hitlers an Heydrich, die ‚Endlösung‘ vorzubereiten, eine zweite Befehlslinie neben der allgemeinen Zuständigkeit Himmlers für die Bekämpfung aller Reichsfeinde etabliert worden war. Diese konkurrierenden Befehlsverhältnisse scheinen jedoch nicht zu einer gravierenden Rivalität zwischen Himmler und Heydrich geführt zu haben. Im Gegenteil: Himmler sah sich durch die Ermordung seines Mitstreiters zunächst und vor allem in seiner eigenen Macht getroffen.“

Heydrich, der den politischen Katholizismus neben den Juden für den Hauptfeind des Nationalsozialismus hielt, spielte sogar mit dem Gedanken, die katholische Kirche durch Einschleusung junger Nationalsozialisten in die Priesterseminare zu unterwandern. Daneben galten ihm auch die Freimaurer als sehr gefährliche Gegner, die, falls sie im Ringen mit dem Nationalsozialismus die Oberhand gewännen, „Orgien der Grausamkeit“ feiern würden, mit denen verglichen „die Strenge Adolf Hitlers sehr maßvoll erscheinen“ werde. In der Berliner Prinz-Albrecht-Straße hatte er in einem fensterlosen, schwarz ausgekleideten Saal ein „Museum der Freimaurer“ eingerichtet, in dem allerlei Kultgegenstände der Freimaurer von einem violetten Licht beleuchtet wurden.
Wenn er sich ablenken wollte, verabredete Heydrich sich angeblich mit engsten Mitarbeitern wie dem jungen SD-Auslandschef Walter Schellenberg zu nächtlichen Streifzügen durch Berliner Bars und Bordelle. In einer Kneipe lachten ihn einmal Gäste, die ihn nicht kannten, sogar aus, als er schrie: „Ich bin der Chef der Gestapo! Ich bin Heydrich! Ich kann euch alle ins Konzentrationslager schicken!“ Derartige Darstellungen basieren aber, so der Historiker Robert Gerwarth, ausschließlich auf Behauptungen Schellenbergs nach dem Krieg und auf Gerüchten.
Robert Gerwarths Biographie von 2011 zufolge war Heydrich als junger Offizier ein noch eher wenig politischer Einzelgänger, und als er sich nach seiner Entlassung aus der Offizierslaufbahn 1931 „auf Druck seiner Verlobten“ um eine „zweite Karriere in Uniform“ bei der „damals noch winzigen SS“ in München bemühte, noch kein ideologisch gefestigter Nationalsozialist.
Doch unter dem Einfluss seiner Ehefrau Lina, schon mit 19 Jahren eine überzeugte Nationalsozialistin, übernahm er sehr schnell die ideologischen Prämissen seines politischen Mentors Himmler, entwickelte sich zu „eine[m] der radikalsten Verfechter der nationalsozialistischen Weltanschauung und ihrer Verwirklichung durch rigide und immer ausgedehntere Verfolgungsmaßnahmen“, zum „selbstbewusst auftretenden und ideologisch gefestigten Leiter des RSHA und zum Organisator des Holocaust“. Dabei sah der außergewöhnlich „‚begabte‘ Organisator des Terrors“, Heydrich, sich selbst in erster Linie als „Tatmensch“, weniger als „Visionär“ wie Hitler und Himmler.

## Ehe und Familie
Am 26. Dezember 1931 heiratete Heydrich in Großenbrode Lina Mathilde von Osten (1911–1985), die eine glühende Nationalsozialistin war. Die kirchliche Trauung fand in der evangelischen Dorfkirche Sankt Katharinen statt.
Aus der Ehe gingen vier Kinder hervor: Klaus (* 17. Juni 1933, der am 24. Oktober 1943 bei einem Verkehrsunfall starb), Heider (* 23. Dezember 1934), Silke (* 9. April 1939) und Marte (* 23. Juli 1942). Der ursprüngliche Patenonkel von Heydrichs 1933 geborenem ersten Kind Klaus war der 1934 unter Mitbetreiben von Heydrich ermordete Stabschef der SA Ernst Röhm.

### Angebliche jüdische Abstammung
Heydrich wurde von seiner Jugend an bis ins Erwachsenenalter mit Gerüchten über seine jüdische Abstammung väterlicherseits (angeblicher jüdischer Großvater) konfrontiert. Dies gipfelte in einer Untersuchung, 1932 angeordnet von Gregor Strasser und angestiftet von Rudolf Jordan, dem Gauleiter von Halle-Merseburg. Die Vermutung war in erster Linie auf dem Umstand begründet, dass der Vater, Bruno Heydrich, im Riemann Musiklexikon von 1916 als „Heydrich, Bruno, wirklicher Name Süß“ beschrieben wurde – Süß war ein gängiger jüdischer Name. Diese Formulierung stammte von Bruno Heydrichs ehemaligem Schüler Martin Frey, der mit dem Herausgeber der Enzyklopädie verwandt war und „sich auf diese Weise für seinen Ausschluss aus dem Konservatorium rächen wollte“. Heydrich strengte einen Prozess wegen „Verleumdung“ gegen die Herausgeber an, den er gewann.
Die Untersuchung erbrachte allerdings, dass Heydrichs Großvater früh verstorben war und die Großmutter in zweiter Ehe einen Mann namens Süß geheiratet hatte, somit Heydrich keinesfalls „jüdisches Blut“ in sich habe. Heydrichs Personalakte (einschließlich der Ahnentafel) wurde von Martin Bormann geführt und ist erhalten geblieben. Die Ahnentafel verzeichnet nur eine Generation der mütterlichen Linie; Name, Herkunft und Geburtsort der Großmutter fehlen, während dies eine Anforderung an die Ahnentafel selbst jedes einfachen SS-Mannes war.
Robert Kempner war bis in die 1950er Jahre davon überzeugt, der Leiter der Dienststelle des Sachverständigen für Rasseforschung beim Reichsinnenministerium, Achim Gercke, habe 1932 ein Gefälligkeitsgutachten geliefert. 1966 verfolgte Shlomo Aronson die Ahnentafel Heydrichs mütterlicherseits bis 1688, väterlicherseits bis 1738 zurück und erbrachte damit den Nachweis, dass alle Gerüchte um die jüdische Abstammung falsch sind. Zum gleichen Ergebnis kam Robert Gerwarth 2011, der zudem betonte, dass Aronsons Dissertation „das Verdienst zu[kommt], einen langlebigen Mythos widerlegt zu haben […], der immer wieder von ehemaligen SS-Kollegen und frühen Biographen neu belebt wurde: den Mythos von Heydrichs jüdischer Abstammung“.

### Witwenrente für Lina Heydrich bis 1985
Nachdem die Bundesrepublik Deutschland der Witwe Lina Heydrich (1911–1985) zunächst wegen der Verbrechen ihres Mannes das Anrecht auf eine Witwenrente abgesprochen hatte, prozessierte diese 1956 bis 1959 erfolgreich. Trotz „der führende[n] Rolle ihres verstorbenen Mannes bei der Judenvernichtung […] erging ein Gerichtsbeschluss, der ihr die Rente einer Generalswitwe zubilligte, deren Mann im Kampf gefallen war“, die sie bis zu ihrem Tod 1985 erhielt.
Die gerichtlichen Auseinandersetzungen um die Rente führten 1958 unter der Kanzlerschaft Konrad Adenauers zu einer Kabinettserörterung und einer Großen Anfrage der SPD im Bundestag.
„Als wollte sie den Staatsanwalt und die deutschen Medien verhöhnen, die das Urteil des Gerichts empört kritisiert hatten“, so der Historiker Robert Gerwarth, „wählte Lina Heydrich als Titel für ihre 1976 publizierten Memoiren ‚Leben mit einem Kriegsverbrecher‘“. Die Witwe – die in ihrer Zeit in Prag jüdische Zwangsarbeiter, die in ihrem Garten zu arbeiten hatten, selber beleidigt und schikaniert hatte und vom Aufseher auch hatte peitschen lassen (bevor sie gegen Nichtjuden ausgetauscht und in die Vernichtungslager deportiert wurden) – betrieb nun auf der Ostseeinsel Fehmarn die Pension „Imbria Parva“, die häufig „ehemalige SS-Kameraden ihres Mannes zu Wiedersehensfeiern“ beherbergte, die dort „Erinnerungen an ‚bessere Zeiten‘ austauschten“.

## Publikationen
- Bekämpfung der Staatsfeinde, in: Zeitschrift Deutsches Recht Nr. 6, Jahrgang 1936, S. 121ff.
- Wandlungen unseres Kampfes, München und Berlin 1936.
- Aufgaben und Aufbau der Sicherheitspolizei im Dritten Reich, in: Hans Pfundtner als Hrsg., Dr. Frick und sein Ministerium, München 1937.
- Die Freimaurerei: Weltanschauung, Organisation u. Politik, gemeinsam mit Dieter Schwarz, Eher Verlag Berlin 1938.
- Kripo und Gestapo, in: Düsseldorfer Nachrichten vom 29. Januar 1939.
- Organisation und Meldedienst der Reichskriminalpolizei, gemeinsam mit Nebe und Fleischer, Jaedicke Verlag Berlin 1939.
- Der Anteil der Sicherheitspolizei und des SD an den Ordnungsmaßnahmen im mitteleuropäischen Raum, in: Böhmen und Mähren, Heft 2, Jahrgang 1941, S. 176ff.

## Filme, künstlerische Aufarbeitung
- Fritz Lang (Regie): Hangmen Also Die, deutsch: Auch Henker sterben, Spielfilm, USA 1943 (dt. Fassung: 131 Min.): Buch: John Wexley (nach einer Vorlage von Lang und Brecht). Die Filmmusik von Hanns Eisler wurde für den Oscar nominiert. Das Attentat lieferte die Drehbuch-Vorlage. Lang entfernte sich beim Drehen immer mehr von Brechts Passagen im Drehbuch. Die Konflikte endeten damit, dass Brecht sich von diesem Film distanzierte. Lang war später der Ansicht, der Film sei sein wichtigstes Werk gegen den Nationalsozialismus.
- Douglas Sirk (Regie): Hitler’s Madman, USA 1943, 84 Min., mit John Carradine als Heydrich.
- Canaris, D 1954, Regie: Alfred Weidenmann mit Martin Held als Heydrich (Bundesfilmpreis, Filmband in Gold).
- Atentát, ČSSR 1964, Regie: Jiří Sequens mit Siegfried Loyda als Heydrich.
- Operation Daybreak (deutsch „Das Sonderkommando“), USA 1976, mit Anton Diffring als Heydrich.
- Holocaust – Die Geschichte der Familie Weiss, USA 1978, vierteilige Fernsehserie mit David Warner als Heydrich.
- Die Wannseekonferenz, Deutschland 1984, mit Dietrich Mattausch als Heydrich.
- Conspiracy, Vereinigtes Königreich 2000, mit Kenneth Branagh als Heydrich (deutsch „Die Wannseekonferenz“, 2001).
- Lidice, Tschechien 2011
- Operation Anthropoid, Großbritannien 2016, Regie Sean Ellis, mit Detlef Bothe als Heydrich.
- Die Macht des Bösen, Frankreich 2017, mit Jason Clarke als Heydrich (nach dem historischen Roman HHhH von Laurent Binet).
- The Man in the High Castle, USA 2015/2016, mit Ray Proscia
- Die Wannseekonferenz, Deutschland 2022, Regie: Matti Geschonneck, mit Philipp Hochmair als Heydrich.

- Heydrichs Jahre 1938–42 sind Thema von Petr Manteuffels Roman Der Mann, der die Frauen-Europameisterschaft gewann. Hier wird seine Auseinandersetzung mit dem Fall des/der Hochspringers/in Dora/Heinrich Ratjen geschildert sowie das Attentat in Prag und Heydrichs Sterben im Krankenhaus Na Bulovce. Klak Verlag Berlin 2023, ISBN 978-3-948156-72-5

## Archivische Überlieferung
Das Bundesarchiv Berlin verwahrt eine Reihe von Akten zu Heydrich. Darunter befinden sich insbesondere die SS-Personalakte zu Heydrich (R 9361-III/565873) sowie eine Akte des Reichssicherheitshauptamtes zu ihm (R 58/9318), die persönliche Unterlagen von und über ihn enthält, wie seine Sterbeurkunde des Standesamtes Prag, seinen Taufschein, eine Bescheinigung über seinen Austritt aus der Kirche im Jahr 1936, diverse Vereinsmitgliedskarten der 1920er Jahre und ähnliches mehr. Ferner befinden sich im Bundesarchiv Berlin eine Akte mit Parteikorrespondenz der NSDAP zu Heydrich (R 9361-II/383254) sowie zwei weitere Akten des Reichssicherheitshauptamtes (R 58/9319 und R 58/9320), die nachrangige Unterlagen zu ihm bzw. die Korrespondenz seiner Witwe während der Jahre 1942 bis 1945 sammeln. Alle diese Akten sind vom Bundesarchiv digitalisiert worden und können über die invenio-Datenbank des Bundesarchivs von jedermann online aufgerufen und gelesen werden.
Im Staatsarchiv München hat sich eine Personalakte der Polizeidirektion München zu Heydrich erhalten (PDM 10078).
Das Institut für Zeitgeschichte in München verwahrt die von dem israelischen Historiker Shlomo Aronson zusammengestellte „Sammlung Aronson“ über Heydrich und den SD als ZS/A 34. Diese Sammlung wird auch für jedermann online zugänglich angeboten.

## Dokumentarfilme
- zdf.de / Terra X (2023): Herrenmensch Heydrich (17 min)
- ZDFinfo (2022): Heydrich (Teil 3/6 der Reihe Die SS – Macht und Mythos). 44 min, FSK 12.

## Ausstellung
- Reinhard Heydrich – Karriere und Gewalt, Topographie des Terrors, 25. September 2024 bis 10. Juni 2025.